# Мария Эрсдоттер
Мария Эрсдоттер (швед. Maria Ersdotter; 1685 год ― 19 июля 1721 года) ― шведка, преданная смертной казни по обвинению в инцесте. 

## Биография
16 ноября 1720 года Мария, вдова фурира Нильса Дуллфьяра (ум. 1718), родила сына через два года после смерти своего мужа. Ребёнок родился слабым, и священник был призван крестить его на следующий же день после рождения. По дороге на ферму мать Марии сказала священнику, что отцом ребёнка был капрал Альбрект Нильссон Дуллфьяр, её бывший пасынок, которому тогда было 24 года; его мать была первой женой мужа Марии. Когда священник прибыл на ферму, он спросил Марию, кто был отцом ребёнка. Поначалу она не хотела отвечать, однако в конце концов ему удалось заставить её признаться, что отец ребёнка был её бывшим пасынком. Затем священник заставил её повторить своё признание в грехе: сначала перед её родственникам, а затем перед тремя другими свидетелями. После этого ребёнок был крещён.

### Суд
12 января 1721 года Мария Эрсдоттер и Альбрект Дуллфьяр предстали перед судом по обвинению в инцесте. Это преступление в то время всё ещё каралось смертной казнью. Согласно Библии, не имело значения, что оба они на самом деле не были кровными родственниками; родство по браку считались эквивалентным родству по крови, поэтому Марию и Альбректа судили так, как если бы они были биологическими матерью и сыном.
Служанки Марии свидетельствовали, что Альбрект во время своего отпуска в армии часто оставался на ферме своей бывшей мачехи, и что они, казалось, были влюблены друг в друга и даже иногда спали в одной постели. Одна служанка сказала: «да, мы ясно видели, что они хотели быть друг с другом, но не могли из-за своих связей». Свидетели утверждали, что Мария и Альбрект, как им казалось, любили друг друга. Сам Альбрект отвечал, что действительно делил постель с Марией «в качестве юношеской шутки», но не более того. Суд принял решение допросить Альбректа приватно двум священникам. Когда тот вернулся с допроса, он признался суду со словами: «что было то было, я признаю, что всё это правда».

### Казнь
Суд признал Марию и Альбректа виновными в инцесте и приговорил их к смертной казни в соответствии с наказанием, указанным в стихе 11 главы 20 библейской Книги Левит. Приговор был подтверждён Высоким судом, и 19 июля 1721 года Мария и Альбрект были вместе казнены путём обезглавливания.

## Исторический контекст
В XVIII веке людей по-прежнему казнили за инцест, даже если они не были связаны кровными узами, поскольку брачные узы считались, согласно религиозному учению, эквивалентным кровному родству. Аналогичный случай произошёл в 1739 году в Вестманланде, где Брита Йохансдоттер сбежала от своего мужа вместе со своим пасынком Матсом, который был на четыре года младше ее; они жили вместе в лесу, пока не были схвачены, преданы суду в Вестеросе и обезглавлены в 1741 году. Сексуальные отношения с практически любыми родственниками церковью считались инцестными. Олуф Свенссон и жена его дяди Анна Олуфсдоттер были казнены в 1704 году, Эрик Ольссон и его невестка Карин Андерсдоттер были казнены в 1721 году, Дорди Расмусдоттер и муж её сестры ― в 1724 году, а уже в 1797 году Кайса Ларсдоттер была обезглавлена за то, что имела связь со своим свёкром.